# Иван (озеро, Псковская область)
Иван — озеро в Невельском районе на юге Псковской области России.

## Гидрография
Площадь — 18,0 км² (с островами — 23,6 км²), максимальная глубина — 15,0 м, средняя глубина — 4,2 м.
Водоём проточный. Состоит из двух частей: западное озеро Большой Иван (15,4 км² с островами) и восточное озеро Малый Иван (8,2 км² с островами), соединённые протокой. Через озеро Балаздынь и реку Балаздынь соединяется с рекой Ловать.

## Ихтиофауна
Лещово-судачий с ряпушкой. Массовые виды рыб: щука, окунь, плотва, лещ, красноперка, судак, язь, густера, пескарь, ряпушка, щиповка, верховка, уклея, линь, голец, сом, угорь, налим, вьюн, карась, карп; широкопалый рак.